# Santa Luzia do Paruá
Santa Luzia do Paruá est une municipalité brésilienne située dans l'État du Maranhão.